# フィリポ・ナコシ
フィリポ・ナコシ（Filipo Nakosi、1992年4月8日 - ）は、トップ14RCヴァンヌに所属するラグビー選手。

## プロフィール
- フィジー・バ出身[1]。
- ポジションはウィング(WTB)。
- 身長 182cm、体重 98kg
- 弟のチョスア・トゥイソヴァもラグビー選手[2](現・リヨンOU) 。
- フィジー代表キャップは3（2021年1月現在）でラグビーワールドカップ2019のフィジー代表に選ばれた[3]。
- バーバリアンズに選ばれたことがある。

## 略歴
ノースランド、SUアジャン、RCトゥーロンを経て、2019年、カストル・オランピックに加入。
2024年、RCヴァンヌに加入。 